# Giuseppe Izzo
Giuseppe Izzo (Presicce, 23 maggio 1904 – Roma, 19 maggio 1983) è stato un generale italiano decorato di Medaglia d'oro al valor militare a vivente durante la seconda guerra mondiale.

## Biografia
Nacque a Presicce, in provincia di Lecce, nel 1904 da Maria Adamo, ultima erede di un'antica famiglia presente in Presicce almeno dal 1500, e dall'Avv. Raffaele Izzo originario della penisola sorrentina.
Iniziò la carriera militare come allievo della Scuola Militare Nunziatella negli anni 1919/1922 seguendo, in tale istituto di formazione, i fratelli Gaspare e Riccardo; dopo l'arruolamento, nel settembre 1922 come Allievo Ufficiale di complemento, nel luglio del 1923 fu nominato sottotenente, e dopo un anno di servizio al 6º Reggimento di stanza a Palermo, nell'ottobre 1924, fu ammesso a frequentare i corsi all'Accademia di Fanteria e Cavalleria di Modena (III Corso) dalla quale uscì, nel 1927, con il grado di tenente di fanteria ritornando al 6º Reggimento.
Frequentò poi il 7º Corso di Osservazione Aerea a Grottaglie e nel 1930 fu brevettato Osservatore di aeroplano; alternò quindi periodi al reggimento con altri presso squadriglie di osservazione a Catania, Pisa, Udine e Padova, durante i quali effettuò il primo lancio con il paracadute e riportò la prima ferita in servizio a seguito di un grave incidente d'aereo. Su segnalazione del comandante di reggimento fu selezionato per partecipare ai corsi della Scuola di guerra durante i quali fu promosso a scelta capitano.
Con tale grado, compì l'esperimento di Stato maggiore presso il Comando della Divisione "Piave", agli ordini del generale Francesco Zingales.
Dopo assegnazioni a vari comandi nel settembre 1938 partì come volontario per la guerra di Spagna operando in seno alla Divisione Littorio del generale Annibale Bergonzoli, combattendo sull'Ebro, in Catalogna e nel centro della Spagna a fianco dei nazionalisti. Rientrò in Patria nel giugno 1939, decorato con alcune onorificenze spagnole, assegnato al comando della 1ª Compagnia del 58º Reggimento fanteria.

### Nella seconda guerra mondiale
Con l'entrata in guerra dell'Italia, il 10 giugno 1940, partecipò alle operazioni sul fronte occidentale contro la Francia. Nel mese di luglio partì per l'Albania assegnato, in qualità di capo sezione del servizio informazioni ed operazioni, al XIV Corpo d'armata. Dopo l'inizio della campagna di Grecia ottenne il trasferimento, come ufficiale di collegamento, presso il comando della Divisione Puglie in forza all'VIII Corpo d'armata, dove si distinse nel marzo 1941 a quota 731 del Monastero di Burbesi.
Dopo l'inizio della campagna contro la Jugoslavia ritornò al XIV Corpo d'armata, svolgendo incarichi di stato maggiore e poi fu componente la commissione istituita per la definizione dei confini tra l'Albania e la Bulgaria. Promosso maggiore nel maggio 1941, chiese ed ottenne di essere assegnato alla nuova specialità dei paracadutisti e frequentò i relativi corsi a Tarquinia sperimentando anche nuove tecniche di lancio con armi individuali.
Nel settembre 1941 fu assegnato, come comandante del V Battaglione paracadutisti, alla neocostituita 185ª Divisione paracadutisti "Folgore", che si trasferì a Ceglie Messapica, in Puglia, in vista della pianificata Operazione C3, cioè l'invasione di Malta.
A metà luglio 1942 la divisione partì per l'Africa Settentrionale, assegnata al XX Corpo d'armata, schierandosi a cavallo della depressione di El Mireir e il pianoro di El Taqa, e partecipando poi alla battaglia di Alam Halfa. Nel mese di novembre durante la seconda battaglia di El Alamein, con il grado di Tenente Colonnello al comando del V Battaglione presidiò l'estremo lembo del fronte italo-tedesco, arginando vittoriosamente, nella notte del 23-24 ottobre, il tentativo di aggiramento a sud effettuato dagli alleati. Gravemente ferito nel combattimento fu fortunosamente trasportato presso il comando di divisione e poi rimpatriato in Italia.
Per l'eroismo dimostrato in tale occasione, pur proposto dal Comandante della Divisione per la maggior ricompensa al valor militare, fu decorato, nel 1947, con la Medaglia d'argento al valor militare.
Rimase ricoverato presso l'Ospedale militare di Firenze fino al mese di agosto del 1943, quando raggiunse Bari per farsi visitare e rientrare in servizio, ma ottenne solo un nuovo ricovero presso l'ospedale della città.
All'atto dell'armistizio dell'8 settembre 1943, si unì alle truppe italiane agli ordini del generale Nicola Bellomo che contrastò efficacemente le truppe tedesche tanto che abbandonarono rapidamente la città. Si presentò quindi presso il Comando della Difesa Territoriale, e poi presso quello della 209ª Divisione Costiera, cercando di ottenere un comando operativo, ma senza successo.
Recatosi presso lo Stato maggiore del Regio Esercito a Brindisi e fu assegnato prima agli uffici dello Stato maggiore e poco dopo presso il 2nd District dell'Allied Military Government. Incaricato di riorganizzare il 183º Reggimento della 184ª Divisione paracadutisti "Nembo", di stanza in Sardegna, dopo i disordini che l'avevano attraversata alla notizia dell'armistizio, nel corso dei quali era rimasto ucciso il tenente colonnello Alberto Bechi Luserna ne fu nominato Capo di stato maggiore. In tale incarico, alternato al comando di reparti operativi della stessa divisione, partecipò all'intero ciclo operativo della Grande Unità nella Guerra di Liberazione ed ai combattimenti di Cassino, Orsogna, Chieti e Filottrano nel 1944.
Sciolta la Divisione e transitatene i residui reparti, come 183º Reggimento "Nembo", nel Gruppo di combattimento "Folgore" ne ricoprì temporaneamente il comando nel 1945, per poi ottenere il comando del II Battaglione paracadutisti che guidò nei combattimenti di Tossignano, Santerno e Grizzano; durante tale ultima battaglia si scontrò e batté i "Diavoli Verdi" del Fallschirmjäger-Regiment 1 tedesco, aprendo alle truppe alleate la strada per la liberazione di Bologna; anche in tale combattimento fu gravemente ferito.
Per lo straordinario eroismo dimostrato in combattimento, venne decorato sul campo a Grizzano dal Comando americano con la "Distinguished Service Cross" per notevole contributo fornito alla vittoria delle armi alleate e, subito dopo, gli fu concessa la Medaglia d'oro al valor militare, massima decorazione italiana.

### Nel dopoguerra
Nel 1947 ricostruì a Roma il Centro Militare di Paracadutismo poi trasferito a Viterbo, divenendone il primo comandante; nel luglio 1950, nominato colonnello, assunse il comando del 6º Reggimento fanteria a Palermo, passando poi a quello del Distretto militare di Como nel marzo 1952, e poi al Quartier generale italiano delle forze Sud-Europa della NATO di Napoli, come Capo del Reparto Operazioni, nel maggio 1953.
Nel marzo 1954 partecipò al corso offensive air support presso la Scuola di aero-cooperazione a Old Sarum in Inghilterra, nell'ottobre successivo al 15º corso presso la Scuola di Guerra Atomica a Oberhammergau in Germania ed, infine, da febbraio a luglio 1955 alla 7ª Sessione del NATO Defense College a Parigi. Dall'ottobre 1956 svolse l'incarico di comandante della Zona Militare di Novara, in Piemonte, rimanendovi fino all'aprile 1958. Promosso Generale di brigata in quello stesso anno, ebbe ancora vari incarichi presso alcuni Comandi Militari territoriali prima di essere collocato in posizione ausiliaria per raggiunti limiti d'età nel maggio 1960.
Cessato dal servizio attivo si dedicò, tra l'altro, alla gestione della antica azienda agricola di famiglia. È stato dal 1967 al 1973 Presidente dell'Associazione ex Allievi della Scuola Militare Nunziatella. Ha scritto un libro sulla sua esperienza delle battaglie in Africa con Paolo Caccia Dominioni (Tafkir, Cronaca dell'ultima battaglia di El Alamein). Si spense a Roma, presso l'Ospedale militare del Celio dove si trovava in cura, il 19 maggio 1983; alla salma, posta su affusto di cannone, furono tributati gli onori militari da un battaglione di formazione. È sepolto a Presicce nella cappella di famiglia.
Il comune di Cervignano del Friuli, dove il reggimento "Nembo" (183°) è stato di stanza per molti anni nel dopoguerra, gli ha intitolato una piazza.

## Onorificenze

### Onorificenze estere
Nel corso di questa lotta mortale il col. Izzo fu ferito, ma il suo coraggio indomabile, la sua sollecitudine per i suoi uomini e la sua tenace volontà di respingere il nemico lo tennero sulla scena del combattimento. Soltanto dopo che tutti i contrattacchi furono respinti e dopo che egli ebbe l'assoluta certezza che tutti gli obiettivi erano stati perfettamente consolidati, decise di sottoporsi a medicazione.
La presa ed il mantenimento delle posizioni raddoppiarono lo spirito offensivo dei suoi uomini e demoralizzarono talmente i Tedeschi che questi abbandonarono l'intera linea difensiva lungo il fiume Caiano. Con la ritirata da questa linea venne aperta una delle principali linee di approccio verso Bologna.

## Opere
- Takfir. Cronaca dell'ultima battaglia di Alamein, (con Paolo Caccia Dominioni), Longanesi & C., Milano, 1967 (ristampato da Mursia).